# Cispia ochrophaea
Cispia ochrophaea är en fjärilsart som beskrevs av Collenette 1932. Cispia ochrophaea ingår i släktet Cispia och familjen tofsspinnare. Inga underarter finns listade i Catalogue of Life.